# Baron Stapleton
Baron Stapleton war ein erblicher britischer Adelstitel in der Peerage of England.

## Verleihung
Der Titel wurde am 8. Januar 1313 für Sir Miles Stapleton geschaffen, indem dieser von König Eduard II. per Writ of Summons ins englische Parlament einberufen wurde.
Der Titel ruht seit dem Tod seines kinderlosen Ur-urenkels, des 4. Barons, am 10. August 1373, da keiner seiner Erben den Titel seither wirksam beanspruchte.

## Liste der Barone Stapleton (1313)
- Miles Stapleton, 1. Baron Stapleton († 1314)
- Nicholas Stapleton, 2. Baron Stapleton († 1342)
- Miles Stapleton, 3. Baron Stapleton (um 1318–1372)
- Thomas Stapleton, 4. Baron Stapleton (um 1350–1373)